# Аустралија на Светском првенству у атлетици у дворани 2018.
Аустралија је учествовала на 17. Светском првенству у атлетици у дворани 2018. одржаном у Портланду од 17. до 20. марта, шеснаести пут. Репрезентацију Аустралије представљало је 7 такмичара (4 мушкарца и 3 жена), који су се такмичили у 6 дисциплина (4 мушке и 2 женске).,
На овом првенству такмичари Аустралије нису освојили ниједну медаљу.
У табели успешности према броју и пласману такмичара који су учествовали у финалним такмичењима (првих 8 такмичара) Аустралија је са 2 учесника у финалу делила 34. место са 6 бодова.
| Плас. | Земља      | 1. место | 2. место | 3. место | 4. место | 5. место | 6. место | 7. место | 8. место | Бр. финал. | Бод. |
| ----- | ---------- | -------- | -------- | -------- | -------- | -------- | -------- | -------- | -------- | ---------- | ---- |
| =34.  | Аустралија | 0        | 0        | 0        | 1        | 0        | 0        | 0        | 1        | 2          | 6    |

## Учесници
| Мушкарци: - Николас Хог — 60 м препоне - Рајан Грегсон — 1.500 м - Кертис Маршал — Скок мотком - Демијен Беркенхед — Бацање кугле | Жене: - Сали Пирсон — 60 м препоне - Мишел Џенеке — 60 м препоне - Нина Кенеди — Скок мотком |  |

## Резултати

### Мушкарци
| Атлетичар         | Дисциплина   | Лични рекорд | Квалификације | Квалификације | Полуфинале | Полуфинале | Финале                | Финале       | Детаљи |
| Атлетичар         | Дисциплина   | Лични рекорд | Резултат      | Место         | Резултат   | Место      | Резултат              | Место        | Детаљи |
| ----------------- | ------------ | ------------ | ------------- | ------------- | ---------- | ---------- | --------------------- | ------------ | ------ |
| Николас Хог       | 60 м препоне |              | 7,76 кв, ЛР   | 5. у гр. 1    | 7,79       | 7. у гр. 1 | Нису се квалификовали | 22 / 37 (38) |        |
| Рајан Грегсон     | 1.500 м      | 3:36,50      | 3:44,44       | 3. у гр. 2    |            |            | Нису се квалификовали | 8 / 19 (24)  |        |
| Кертис Маршал     | Скок мотком  | 5,80 о       |               |               |            |            | 5,80 ЛР               | 4 / 15       |        |
| Демијен Беркенхед | Бацање кугле | 21,35 о      | 19,11         | 16 / 16       |            |            |                       |              |        |

### Жене
| Атлетичарка  | Дисциплина   | Лични рекорд | Квалификације       | Квалификације | Полуфинале | Полуфинале | Финале                | Финале       | Детаљи |
| Атлетичарка  | Дисциплина   | Лични рекорд | Резултат            | Место         | Резултат   | Место      | Резултат              | Место        | Детаљи |
| ------------ | ------------ | ------------ | ------------------- | ------------- | ---------- | ---------- | --------------------- | ------------ | ------ |
| Сали Пирсон  | 60 м препоне | 7,73 НР      | 7,96 (.952) КВ, ЛРС | 1. у гр. 5    | 7,92 ЛРС   | 3. у гр. 2 | Нису се квалификовале | 9 / 36 (37)  |        |
| Мишел Џенеке | 60 м препоне | 8,10         | 8,20 (.193) кв, ЛРС | 5. у гр. 3    | 8,22       | 7. у гр. 1 | Нису се квалификовале | 22 / 36 (37) |        |
| Нина Кенеди  | Скок мотком  | 4,62         |                     |               |            |            | 4,60                  | 8 / 12       |        |